# Acacia nanodealbata
Acacia nanodealbata (лат.) — дерево, вид рода Акация (Acacia) семейства Бобовые (Fabaceae), эндемик Виктории (Австралия).

## Ботаническое описание
Acacia nanodealbata — небольшое дерево высотой 2-6 м, может достигать до 12 м. Кора гладкая, серебристая или серая. Веточки волнистые, наклонённые к вершине, гладкие, иногда слегка опушённые, пурпурно-чёрные или красновато-коричневые. Молодые кончики листьев желтоватые, если опушённые, или зеленоватые, если менее опушённые. Листья — кожистые, тёмно-зелёные, снизу более светлые; черешок 0,5-1,6 см длиной, сероватый опушённый или гладкий. Соцветия в пазушных кистях или чаще в пазушных или ложных метёлках шаровидные с 12-20 (до 30) цветков золотистого цвета. Плоды — бобы от прямолинейных до неравномерно суженных между семенами 3,0-8,5 см длиной, 9-20 мм шириной, слегка кожистые, пурпурно-синие или красновато-коричневые. Цветёт в августе-октябре, плоды созревают в январе-феврале.
Отличается от Acacia dealbata по гладким или иногда слабо опушённым веточкам, в то время как у A. dealbata веточки с заметными волосками.

Цветки, листья, плоды и ствол Acacia nanodealbata
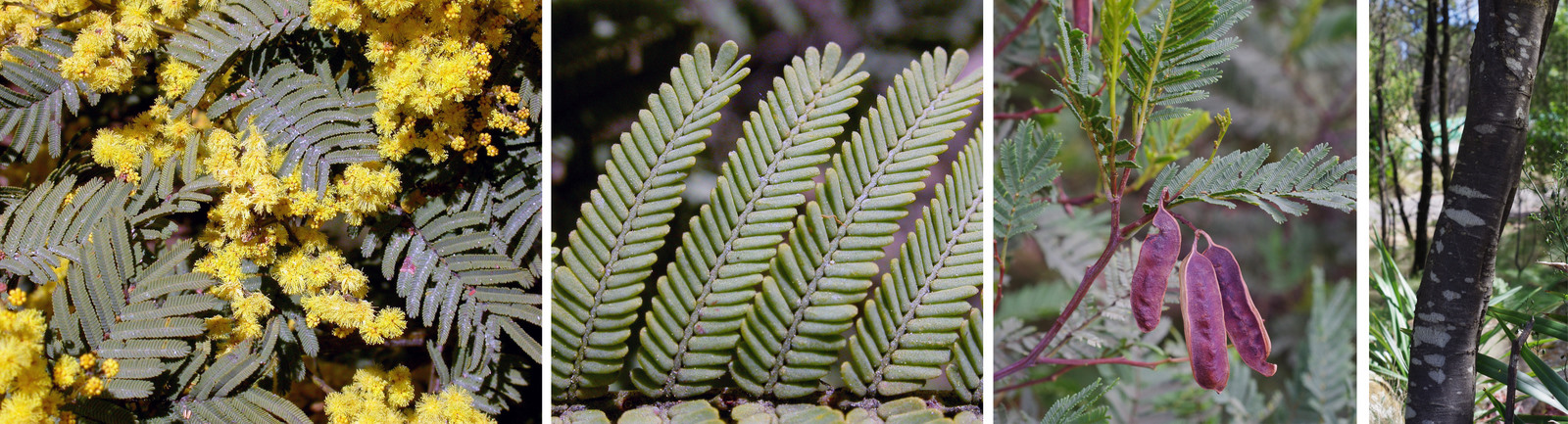

## Распространение и местообитание
Acacia nanodealbata — эндемик штата Виктории на центральном нагорье в окрестностях Хилсвилл — Уорбертон, до Маунт-Македон, недалеко от Кресвика и южнее национального парка Отуэй. Растёт плотными группами в субальпийских эвкалиптовых лесах или в высокогорных открытых лесах.